# Neoperla agusani
Neoperla agusani és una espècie d'insecte plecòpter pertanyent a la família dels pèrlids.

## Descripció
- Els adults presenten un color marronós, els ulls i els ocels grossos, el pronot més ample que llarg i lleugerament més estret a la zona posterior i una longitud d'ales d'11-11,5 mm.
- El penis del mascle, tubular i prim, fa 3 mm de llargària.
- La femella no ha estat encara descrita.[3]

## Hàbitat
En el seu estadi immadur és aquàtic i viu a l'aigua dolça, mentre que com a adult és terrestre i volador.

## Distribució geogràfica
Es troba a les illes Filipines.